# تانوت (بني خالد)
تانوت هي إحدى مشيخات المملكة المغربية، تتبع جغرافيا لعمالة وجدة أنكاد وإداريًا لبني خالد. يقدر عدد سكانها بـ 957 نسمة حسب الإحصاء الرسمي للسكان والسكنى لسنة 2004.